# Gitzistee

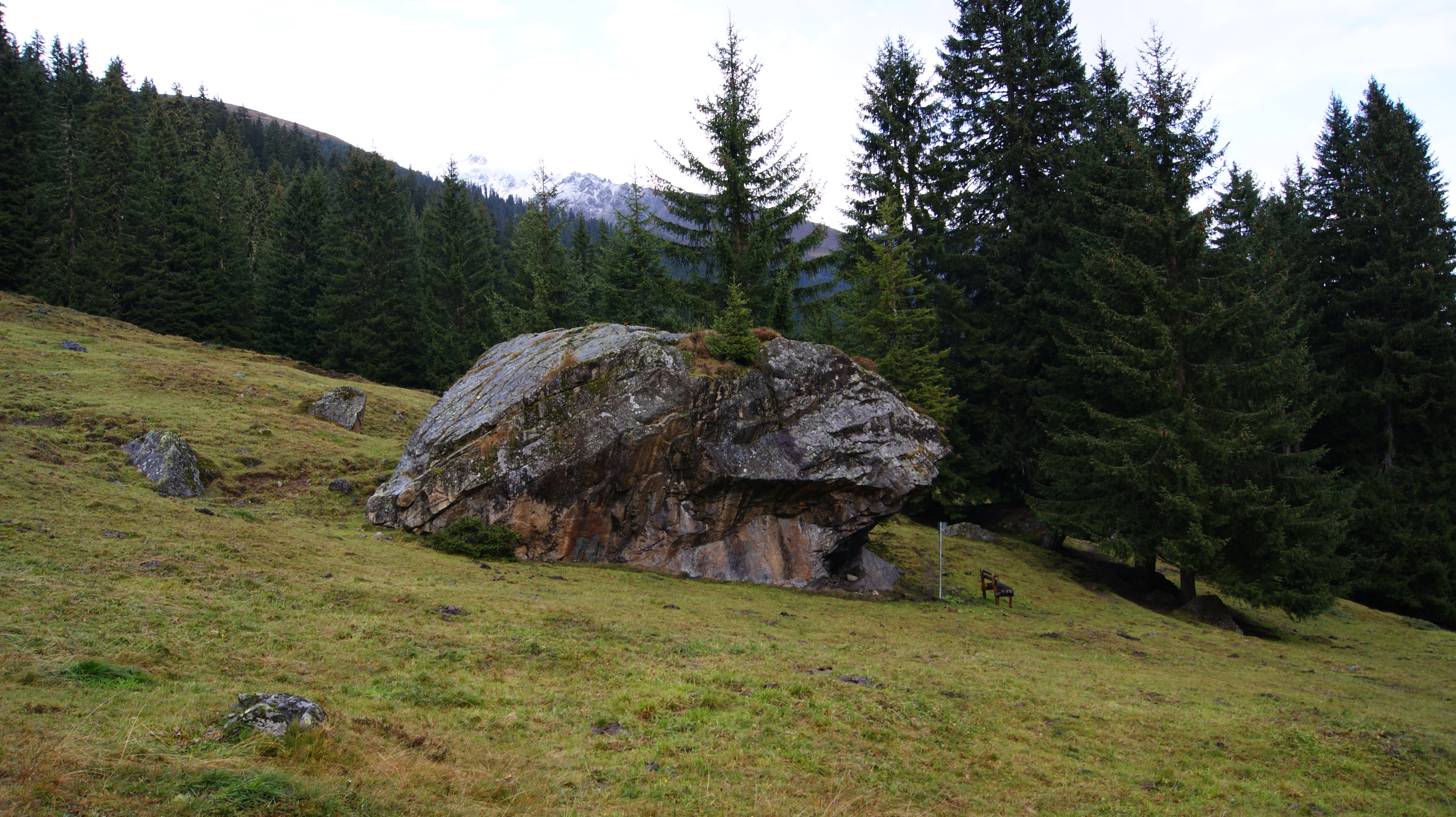
Gitzistee in Gargellen

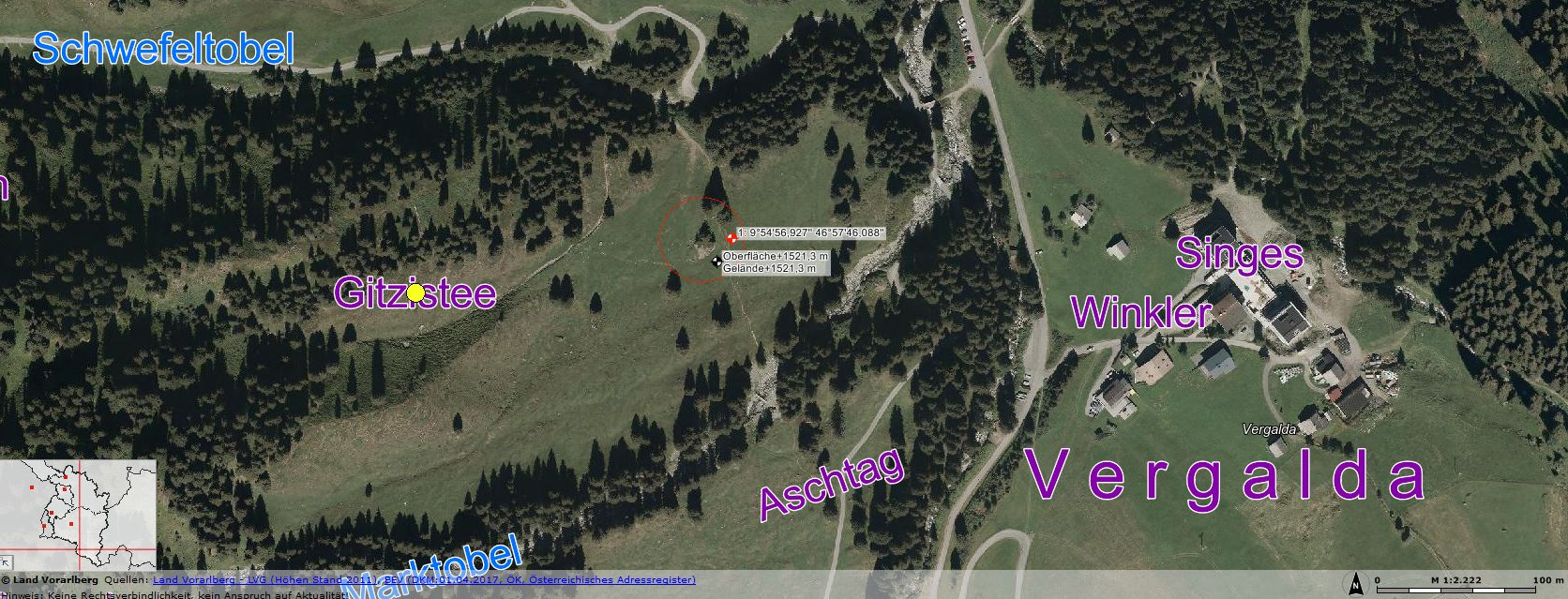
Luftbild der Parzelle und des Felsblocks Gitzistee in Gargellen

Gitzistee (auch: Gitziste) bezeichnet eine Parzelle und einen Felsblock im Valzifenztal in der Nähe des Ortsteils Vergalden in Gargellen in der Gemeinde St. Gallenkirch im Montafon, Vorarlberg, Österreich.
Die Parzelle Gitzistee ist eine leicht von Westen nach Osten abfallende, teilweise bewaldete Parzelle, an deren unteren Ende der gleichnamige Felsblock auf 1521 m ü. A. liegt. Unterhalb des Gitzistee verläuft ein Wanderweg, so dass die Parzelle als auch der Felsblock leicht erreichbar sind.

## Name
Die Bezeichnung Gitzistee leitet sich für die Parzelle vom dort befindlichen Stein ab. Der Name Gizziste bzw. Gizzistee findet sich in Vorarlberg im Montafon z. B. in den Gemeinden Vandans und Tschagguns, als Gitzistee in Gargellen und Gitzistein in Innerbraz (Klostertal). Gizzi bzw. Gitzi bezeichnet umgangssprachlich die Ziege, ste bzw. stee bezeichnet umgangssprachlich einen Stein ohne dadurch eine Größendefinition abzugeben.

## Lage der Parzelle
Die Parzelle Gitzistee ist vom Ortsteil Vergalden etwa 300 m Luftlinie entfernt und vom Ortszentrum von Gargellen etwa 800 m. Zur Schweizer Grenze sind es etwa 2,6 km. Die Parzelle Gitzistee wird nordwärts vom Schwefeltobel mit dem gleichnamigen Bach und südwärts vom Marktobel mit dem Wißwandtobel(bach) begrenzt.

## Felsblock
Der Gizzistee (Felsblock) ist im Umfeld der markanteste Felsblock und liegt zentral im unteren Drittel der baumfreien Weidefläche der Parzelle Gitzistee. Der Felsblock hat im Süden eine grundsätzlich senkrecht Flanke. Im östlich gelegenen Teil hängt der Felsen markant über und es wird dadurch eine geschützte Fläche mit zwei bis drei Metern Tiefe hinter der Trauflinie gebildet. Diese geschätzte Fläche wurde noch bis in die 1960er Jahre von Ziegenhirten als eine Art Unterstand bei Regen verwendet.
Aufgrund seiner Lage – Wassernähe, Schutz- und Überblicksmöglichkeiten, leichte Zugänglichkeit – wurde seit längerer Zeit eine frühzeitlicher temporärer Aufenthalt von Menschen an diesem Ort angenommen.

### Archäologische Untersuchung in der Nähe des Felsblocks
Im September 2016 wurde ein Projekt vom Landeskonservatorat für Vorarlberg durchgeführt und eine Untersuchung eines Teils des Bodens vor dem Gitzistee (Felsblock) nach dem Viehabtrieb vorgenommen.
In vier abgetieften Sondierungsschnitten an der südöstlichen Blockflanke wurde u. a. eine Holzkohle führende Schichtoberfläche angetroffen und ein einzelnes Bergkristallartefakt (12,9 mm × 6,8 mm × 0,9 mm) dokumentiert. Da Bergkristalllagerstätten in der direkten Umgebung des Gitzistee nicht bekannt sind und das Fundstück einzeln lag und zum Teil kantenscharf ist, wird davon ausgegangen, dass eine natürliche Entstehung oder Einbringung auszuscheiden ist.
Die radiometrisch untersuchte Holzkohle wurde in das 15. Jahrhundert bis 14. Jahrhundert vor Christus datierte, somit an das Ende der Mittleren Bronzezeit. Das Bergkristallartefakt wird als Fragment einer bronzezeitlichen Silexpfeilspitze interpretiert, die für die Jagd im Hochgebirge aus einem Material von geringem Wert hergestellt wurde.
Ein weiteres aufgefundenes kantenscharfes Silexartefakt (17,8 mm × 18 mm × 8,9 mm) aus nordalpinem Radiolarit konnte zeitlich noch nicht eingeordnet werden. Es wurde als Kurzer Kratzer (Daumennagelkratzer) typologisiert. Der Artefakttyp trete ab dem Spätpaläolithikum auf und sei in Europa hauptsächlich aus dem Mesolithikum bekannt. Solche Kurzer Kratzer seien vor allem zum Säubern von Fellen verwendet worden.